# 杜馬斯 (德克薩斯州)
杜馬斯（英語：Dumas）是一個位於美國德克薩斯州穆爾縣的城市。根據2010年美國人口普查，該地共人口15691人，而該地的面積約為14.29平方千米。同時該地也是穆爾縣的縣治。

## 地理
杜馬斯的座標為35°51′45″N 101°58′01″W / 35.86250°N 101.96694°W，而該地的平均海拔高度為1116米（即3661英尺）。